# NGC 1290
NGC 1290 este o galaxie eliptică situată în constelația Eridanul. A fost descoperită în 1886 de către Ormond Stone⁠(d).